# شفشاون
شفشاون (عربی: شفشاون؛ تلفظ: ʃəfˈʃɑˑwən؛ به بربری: ⴰⵛⵛⴰⵡⵏ‏ Ashawen)، شهری در شمال شرقی مراکش است.

## شهرهای خواهرخوانده
- ایسکوا، واشینگتن، ایالات متحده آمریکا[۲] (از ۱۱ آوریل ۲۰۰۷)
- وجر دو لا فرنترا، اسپانیا[۳]
- روندا، اسپانیا[۴]
- کون‌مینگ، چین
- Testour، تونس
- بنی‌ملال، مراکش

## نگارخانه

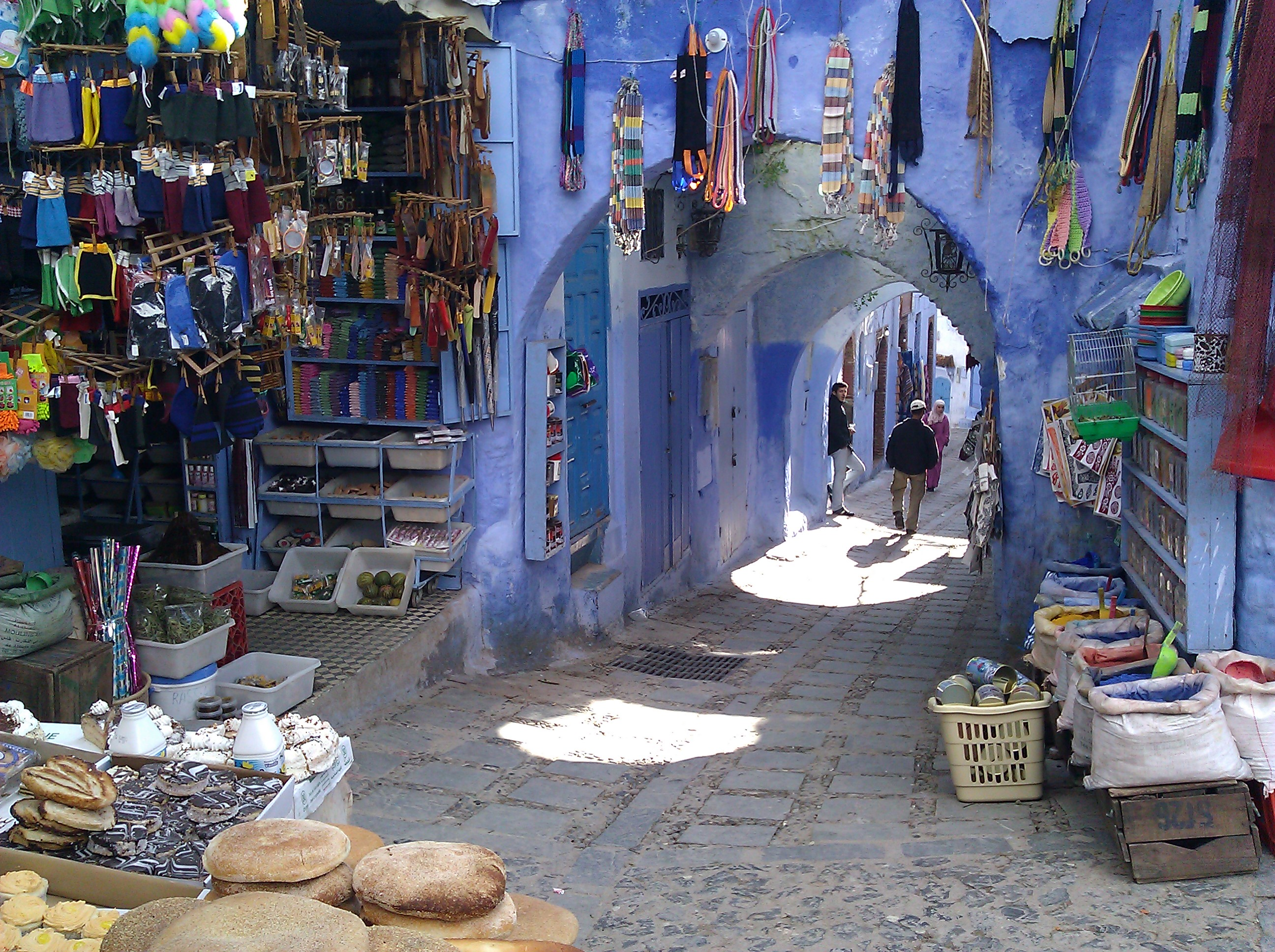
سوق
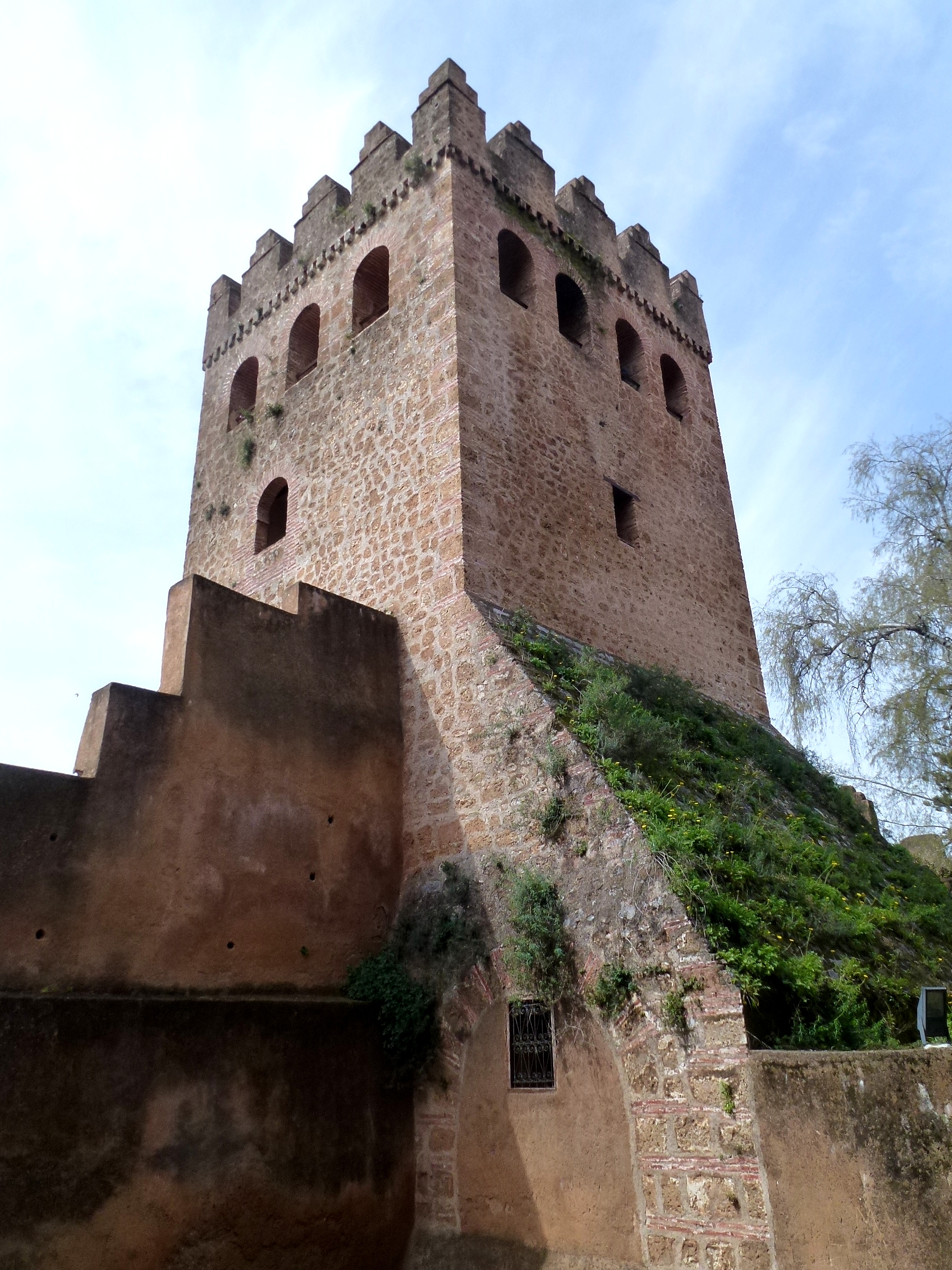
قصبه
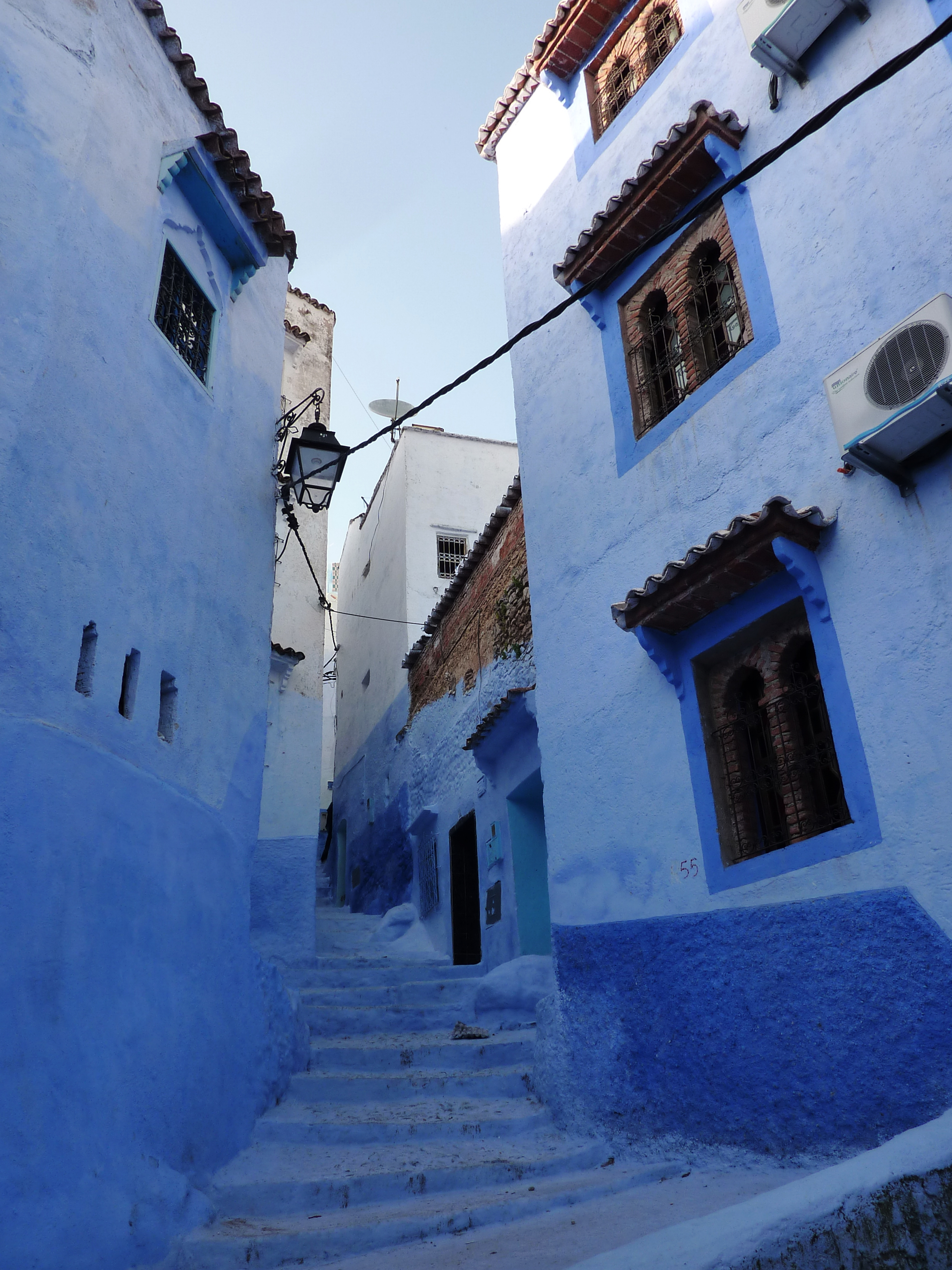
کوچهٔ آبی‌رنگ